# Clementine Skorpil
Clementine Skorpil (* 19. Dezember 1964 in Graz) ist eine österreichische Schriftstellerin.

## Leben
Nach der Schulzeit in ihrer Heimatstadt, begann Skorpil an der Universität Wien Sinologie und Geschichte zu studieren. Die nötigen Auslandssemester absolvierte sie in Taipeh. Parallel zu ihrem Studium begann sie schon früh als Übersetzerin für chinesische Firmen in Wien zu arbeiten. Ihre Diplomarbeit Der lange Schlaf – wer könnte ihm entgehen behandelt das Motiv des Todes in der chinesischen Lyrik des 17. Jahrhunderts.
Nach erfolgreichem Abschluss ihres Studiums bekam Skorpil eine Anstellum als Verlagslektorin beim Sachbuchverlag Holzhausen; dort war sie u. a. für die Öffentlichkeitsarbeit zuständig.
Ab 2001 arbeitete Skorpil als selbstständige Lektorin und übernahm 2004 in der Reaktion der Zeitschrift if-informationen für die frauen das Ressort Niederösterreich. Ab 2008 übernahm sie parallel dazu eine Redaktionsstelle bei der Tageszeitung Die Presse. Mit ihrem ersten Kriminalroman wurde sie auch Mitglied der Schriftstellervereinigung Syndikat.
Clementine Skorpil ist verheiratet und lebt derzeit (2014) mit ihrem Ehemann und zwei Kindern in Neulengbach (NÖ).

## Werke (Auswahl)
Aufsätze
- A schöne Leich – kunstvoll morden? Annäherung an die Frage „Sind Krimis Kunst?“. In: Secret Service. Jahrbuch des Syndikats. Bd. 5, 2011, S. 145–155.

Erzählungen
- In der Schleife. In: Wolfgang Orians (Hrsg.): Die Form der Zeit. Achter Verlag, Acht 2010, ISBN 978-3-9812372-3-8, S. 139–156.
- Karl Marx kauft sich Zigarillos und geht mit mir essen. In: Kühner Kosmos. Eine Anthologie. Verlag Landbeck, Berlin 2011, ISBN 978-3-942874-00-7, S. 105–106.[1]
- Untotenfeier. Biss im Morgengrauen. In: Edith Kneifl (Hrsg.): Tatort Friedhof. 13 Kriminalgeschichten aus Wien. Falter-Verlag, Wien 2012, ISBN 978-3-85439-480-8.

Romane
- Fuchsgeister. Ein historischer Krimi. Addita-Verlag, Tawern 2007, ISBN 978-3-939481-07-2.
- Die Harmonie im Kerker des Mandarin. Historischer Kriminalroman. Edition Hochfeld, Augsburg 2011, ISBN 978-3-9812820-9-2.
- Gefallene Blüten. (= Ariadne-Krimi. Bd. 1212). Argument-Verlag, Hamburg 2013, ISBN 978-3-86754-212-8.
- Hollerstraße 7. edition taschenspiel, Verlag der Buchhandlung beim Augarten, Wien 2015, ISBN 978-3-903088-01-6.
- Max Leitner: Ausbrecherkönig. Roman. Edition Raetia. 2019, ISBN 978-88-7283-703-0.
- Wo das Licht herkommt. Roman. Leykam Verlag, Graz 2021, ISBN 978-3-7011-8208-4.